# Shahrīkand
Shahrīkand (persiska: شَهری كَند, شهری کند, Shahrī Kand) är en ort i Iran.   Den ligger i provinsen Västazarbaijan, i den nordvästra delen av landet, 500 km väster om huvudstaden Teheran. Shahrīkand ligger 1 368 meter över havet och antalet invånare är 694.
Terrängen runt Shahrīkand är huvudsakligen kuperad, men den allra närmaste omgivningen är platt. Shahrīkand ligger nere i en dal. Runt Shahrīkand är det ganska glesbefolkat, med 50 invånare per kvadratkilometer. Närmaste större samhälle är Būkān, 15,9 km nordost om Shahrīkand. Trakten runt Shahrīkand består i huvudsak av gräsmarker.